# Perisphaerus brunneri
Perisphaerus brunneri är en kackerlacksart som först beskrevs av Kirby, W. F. 1904.  Perisphaerus brunneri ingår i släktet Perisphaerus och familjen jättekackerlackor. Inga underarter finns listade i Catalogue of Life.